# Indice (linguistica)
Nella teoria dei segni del semiologo statunitense Charles Sanders Peirce (1839-1914), è detto "indice" un segno che ha un rapporto di prossimità naturale alla cosa denotata.
Esempi di indice sono i sintomi di una malattia, l'abbassamento del liquido in un barometro, la banderuola che indica la direzione del vento, il gesto di indicare con il dito indice.
Peirce distingue gli indici dalle icone, che con la cosa denotata hanno un rapporto di somiglianza formale, e dai simboli, che sono segni istituiti da convenzioni sociali.
Sono considerati indici i deittici, quegli elementi linguistici che sono interpretabili in base al contesto (ad esempio, io, tu, qui, domani, questo, l'altro ecc.).